# Насибов, Ашот Александрович
Ашо́т Алекса́ндрович Наси́бов (род. 23 апреля 1962, Москва) — российский тележурналист, известный по работе на НТВ и других российских телеканалах, теле- и радиоведущий.

## Биография
Ашот Насибов родился в 1962 году в Москве.

### Образование
Окончил филологический факультет МГУ в 1984 году. С 1984 по 1992 год работал младшим редактором, впоследствии — редактором, старшим редактором отдела международной информации радиостанции «Маяк».

### Профессиональная деятельность
В 1992—1993 годах работал корреспондентом в программах Информационного телевизионного агентства РГТРК «Останкино» («ИТА Новости», «ИТА Время»). 4 года прожил в Японии, работая на «Радио Японии», вещающем на Россию. Публиковался в газете «Известия».
Впоследствии он переходит на работу в негосударственную телекомпанию НТВ. С 1996 по 2001 год работал специальным корреспондентом Службы информации этой телекомпании (программы «Сегодня», «Итоги»), занимался политическими репортажами. Работал корреспондентом в Японии, был в числе журналистов телеканала, освещавших Зимние Олимпийские игры 1998 в Нагано и Летние Олимпийские игры 2000 в австралийском Сиднее. В 2000 и 2001 годах также освещал военные действия в Чечне. После смены собственника в телекомпании НТВ в апреле 2001 года в числе большой группы журналистов покинул телекомпанию и перешёл на телеканал ТВ-6.
С мая 2001 по март 2003 года — корреспондент службы информации телекомпании ТВ-6, с июня 2002 — ТВС. В перерыве между ТВ-6 и ТВС (весной 2002 года) также делал сюжеты для телекомпании «Эхо-ТВ». Несколько раз также принимал участие в телепрограмме «Тушите свет». Уволился с ТВС весной 2003 года (незадолго до его закрытия) вследствие конфликта с руководителем информационной редакции телеканала — Григорием Кричевским и по причине собственной усталости от работы с материалами на политические темы.
С апреля 2003 по май 2004 года — директор Дирекции информационных программ спортивного телеканала 7ТВ. Ушёл оттуда в июне 2004 года по собственному желанию, когда на телеканале сменилось руководство и серьёзно изменился формат выпусков новостей.
В августе 2004 года вернулся на телеканал НТВ. Был ведущим экономических новостей в утренней программе «Сегодня утром». С сентября по декабрь 2005 года вёл на том же утреннем телеканале «Разговор за чашкой кофе» — беседы с приглашёнными гостями в студии.
Ушёл с НТВ окончательно через несколько месяцев после ухода оттуда главного продюсера Александра Левина (в конце 2005 года), в связи с истечением контракта и нежеланием работать на канале дальше.
С сентября 2005 по декабрь 2013 года — ведущий на радиостанции «Эхо Москвы»: программы «Школа молодого отца» (2005—2007), «Назад в будущее» (2008—2010), «Они-1» (2010—2011), «Держим свечку» (2013). Впоследствии появлялся в студии данного радио уже как гость нескольких передач. Также публиковал авторские колонки в блоге на её сайте.
Зимой 2005 года получил предложение стать ведущим на телеканале «Домашний», с марта 2006 года был ведущим программы «Полезный день».
С 2006 по 2008 год — руководитель Центра информации и общественных связей концерна «Росэнергоатом».
С 2009 по 2011 год — советник Управления по работе с регионами госкорпорации «Росатом».
С 2011 по 2013 год — советник генерального директора ОАО «Атомэнергоремонт».
С 2014 года — руководитель пресс-службы АО «ВНИИАЭС», председатель Комитета по информационной политике СРО атомной отрасли.

## Общественная позиция
Весной 2007 года подписал открытое письмо в поддержку фонда «Образованные медиа» (АНО «Интерньюс») Мананы Асламазян.
Принимал участие в массовых митингах и акциях протеста, проходивших в Москве в 2011—2013 годах.
В январе 2014 года вместе с рядом других членов Московской хартии журналистов подписал заявление, в котором подписантами была выражена крайняя озабоченность ситуацией вокруг телеканала «Дождь», сложившейся в связи с опросом о блокаде Ленинграда.

## Личная жизнь
Четверо детей.